# Ивайло Нинов
Ивайло Василев Нинов е български художник, карикатурист. Автор на рубриката „Малкия Иванчо“. Рисува за вестниците „24 часа“, „168 часа“ и „Стършел“. Негови шаржове на най-големите български актьори могат да бъдат видяни на "Стената на славата“ на "Театър 199“.

## Биография
Роден е на 14 ноември 1960 г. в София. През 1990 г. завършва Национална художествена академия в София със специалност Графика в класа на проф. Галилей Симеонов. Работи в областта на карикатурата, графиката и илюстрацията.
Публикува карикатури в пресата от 1978 г. във вестниците „Стършел“, „Поглед“, „Антени“, „Вечерни новини“ и много други.
От 1983 г. работи във вестник „Стършел“, в който е редактор от 1988 г. до днес. „Стършел“ е единственият хумористичен вестник в България. Основан е през 1946 г. и излиза и до днес, без да промени името си.
Публикува политически карикатури както в хумористичния седмичник „Стършел“, така и във вестниците „168 часа“, „24 часа“ и „Пари“. Автор е на легендарната рубрика „Малкият Иванчо“, излизаща във вестник „24 часа“ всеки ден от самото основаване на вестника през 1991 г.
Прави многобройни самостоятелни изложби в България и чужбина. Карикатурната изложба „Made in „168 часа“, организирана от Министерство на културата, е показвана в Братислава (1995), Виена (1995), Будапеща (1995), Белград (1995), Прага (1996), Берлин (1997), Лондон (2000) и др. През 2009 г. представя множество карикатурни изложби, сред които изложба „50 на 100“, представляваща 50 карикатури за 100-те дни на правителството на Бойко Борисов; карикатурна изложба в клуб Hild Bulgaria; изложба „Карикатури“, показана в Братислава, Комарно (Словакия) и Варна и др.
Негови шаржове на най-големите български актьори могат да бъдат видяни на „Стената на славата“ на „Театър 199“, както и на най-великите български спортисти на „Стената на славата“ в Националата спортна академия в София. През 1991 г. издава албум „100 шаржа“ на известни политици, писатели и общественици от България и света („Университетско издателство“). През 2007 г. рисува шаржове на участниците в световноизвестния шахматен турнир Mtel Masters.
Участвал е в многобройни телевизионни и радио предавания, журита на национални и международни изложби. Заедно с Анри Кулев и Доньо Донев участва в документалния филм на БНТ „Големите“ (2002 г.), посветен на най-големите имена в историята на българската карикатура. Илюстрирал е многобройни книги за деца, между които романът „Сламено сираче“ от Георги Мишев (изд. „Егмонт България“, 2004 г.), „Въпроси в зоопарка“ на Георги Константинов (изд. „Хайни“, 2005 г.), „Последната хитрина на лисицата“ от Марко Ганчев (изд. „Егмонт България“, 2009 г.).